# Anenský potok (Novohradka)
Der Anenský potok, auch Svatoanenský potok, ist ein linker Zufluss der Novohradka in Tschechien.

## Verlauf
Der Anenský potok entspringt nordöstlich von Lažany in der Skutečská pahorkatina (Skutscher Hügelland). Auf seinem Oberlauf fließt der Bach zwischen Skuteč, Zbožnov und Štěpánov durch ein breites Wiesental, in dem er in zwei größeren Teichen angestaut wird, nach Nordwesten. Rechtsseitig des Baches befindet sich in einem Wäldchen bei Zbožnov die Karstquelle Malhošťská vyvěračka.
Zwischen Přibylov und Hroubovice nimmt der Bach nördliche Richtung und durchbricht das Plänerplateau der Štěpánovská stupňovina (Stiepanower Stufenland bzw. Flözgebirge) in einem tiefen Tal, dem seit 2001 als Naturreservat geschützten Anenské údolí. Rechtsseitig des Baches befindet sich in dem Grund die Einschicht U Svaté Anny mit der St. Annenkapelle. Das ehemalige St.-Anna-Bad und die Kapelle entstanden an einer eisenhaltigen Quelle und sind namensgebend für den Bach. Über dem Tal liegen die Ortschaft Nová Ves und der Burgstall Hanusovy zámky.
Auf seinem Unterlauf fließt der Anenský potok nach Nordosten. Entlang des Baches erstrecken sich hier die Dörfer Bělá, Horní Radim und Radim. Nach 11,8 km mündet der Anenský potok unterhalb von Radim in die Novohradka. Sein Einzugsgebiet umfasst 21,3 km², die mittlere Durchflussmenge an der Mündung liegt bei 0,1 m³/s.

## Zuflüsse
Der Anenský potok hat nur wenige Zuflüsse. Bedeutsam sind nur zwei namenlose Bäche, die linksseitig von Skuteč und Skutíčko zufließen.